# Dytiki Achaia
Dytiki Achaia (griechisch Δυτική Αχαΐα) ist eine Gemeinde in der griechischen Region Westgriechenland. Die Gemeindefläche beträgt 572,55 km². Nach der Volkszählung 2021 hatte die Gemeinde 25.633 Einwohner. Verwaltungssitz der Gemeinde ist die Kleinstadt Kato Achaia.

## Lage
Die Gemeinde liegt im Nordwesten der Peloponnes-Halbinsel. Sie hat eine Fläche von 573,3 km². Benachbarte Gemeinde sind im Osten und Südosten Patras und Erymanthos, im Süden Ilida und im Südwesten Andravida-Kyllini.
Die Westküste ist von Lagunen und Feuchtgebieten des Nationalparks Feuchtgebiete von Kotychi-Strofylia geprägt.

## Verwaltungsgliederung
Die Gemeinde wurde nach der Verwaltungsreform 2010 aus dem Zusammenschluss der ehemaligen Gemeinden Dymi, Larissos, Movri und Olenia gebildet. Verwaltungssitz der Gemeinde ist die Kleinstadt Kato Achaia. Die ehemaligen Gemeinden bilden seither Gemeindebezirke. Die Gemeinde ist weiter in 40 Dimotikes Kinotites untergliedert.
| Gemeindebezirk         | griechischer Name         | Code   | Fläche (km²) | Einwohner 2011 | Einwohner 2021 | Dimotikes Kinotites (Sg. Δημοτική Κοινότητα) | Lage |
| ---------------------- | ------------------------- | ------ | ------------ | -------------- | -------------- | --- | ---- |
| Dymi                   | Δημοτική Ενότητα Δύμης    | 370301 | 071,526      | 10.227         | 11.473         | Kato Achaia, Agiovlasitika, Alissos, Ano Achaia, Eleochori, Kato Alissos, Niforeika, Petrochori                                                                           |      |
| Larissos               | Δημοτική Ενότητα Λαρίσσου | 370302 | 225,453      | 05.650         | 04.813         | Metochi, Agios Nikolaos Spaton, Apideonas, Araxos, Velitses, Kangadi, Lakkopetra, Mataranga, Michio, Peta, Riolos                                                         |      |
| Movri                  | Δημοτική Ενότητα Μόβρης   | 370303 | 086,190      | 04.605         | 05.044         | Kareika, Krinos, Limnochori, Myrtos, Sageika, Franga |      |
| Olenia                 | Δημοτική Ενότητα Ωλενίας  | 370304 | 189,381      | 05.434         | 04.303         | Agios Nikolaos Kralis, Agios Stefanos, Ano Soudeneika, Arla, Achaiko, Galaneika, Ganeika, Kato Mazareika, Lousika, Mitopoli, Portes, Sandomeri, Flokas, Fostena, Charavgi |      |
| Gemeinde Dytiki Achaia | Gemeinde Dytiki Achaia    | 3703   | 572,550      | 25.916         | 25.633         | |      |

## Verkehr
Im Nordwesten der Gemeinde liegt der Luftwaffenstützpunkt Araxos, der in den Sommermonaten auch für den Charterverkehr genutzt wird. Durch das Gemeindegebiet verläuft die Nationalstraße 9, die Patras mit Pyrgos verbindet.